# 科尼謝
51°42′46″N 24°32′27″E / 51.71278°N 24.54083°E
科尼謝（烏克蘭語：Конище），是烏克蘭的村落，位於該國西部沃倫州，由科韋利區負責管轄，始建於1819年，面積0.68平方公里，海拔高度154米，2001年人口554，人口密度每平方公里820.74人。